# バイリンガルろう教育
バイリンガルろう教育（バイリンガルろうきょういく）とはろう教育の一種で、重度聴覚障害児に対し、手話と書記言語の2つの言語を習得させ、それによって教科学力を効果的に獲得させることを理念とする教育法である。ろう教育関係者・聴覚障害者の間ではバイリンガル教育法とも言う。この場合では、通常用いられる「バイリンガル教育法」とは意味が多少異なる。

## 概要
重度聴覚障害児を対象とした特殊教育、いわゆる「ろう教育」は歴史的に見て、教育言語として何を用いるかという点で二つの流れがあった。すなわちド・レペらが中心となって発展した手話法（手話を教育言語として用いる）と、グラハム・ベルや西川吉之助らが推進した口話法（音声言語・書記言語を教育言語として用いる）の流れである。バイリンガルろう教育はこのうち手話法の影響を強く受けつつ、書記言語を重視するという点で広義の口話法の要素も取り入れたものである。
日本においては「話し言葉」では日本手話(Japanese Sign Language: JSL)を身につけさせ、その後「書き言葉」として書記日本語を教えるという形を取る。
手話は高度聴覚障害児にとっては最も獲得しやすい自然言語であることが経験的に知られている為、かつての口話法の最大の弊害として指摘された「母語をきちんと獲得出来なかった（セミリンガル）ろう者」の発生を防ぐという点に限れば、口話法に比して絶対的に有利である。

## 背景
制度的な意味でのろう教育の歴史は手話法によって始まったが、19世紀末から20世紀初頭にかけて世界的に口話法の評価が高まり、手話法を次々に駆逐していった（この経緯は「ろう教育」を参照）。しかし口話法（聴覚活用の概念を大きく取り入れた聴覚口話法も含む）による教育に向く重度聴覚障害児は全体のごく一部であり、多くの重度聴覚障害児は、聴者に比して教科学力の点で劣ったまま成人せざるを得なかった。こうした状況への批判から1980年代にスウェーデンを中心として手話法の再評価が始まり、「第一言語（母語）として手話を獲得させ、次に手話によって書記言語を獲得され、それら二つの言語を用いて教科学力を獲得させる」という考え方が生まれた。
この手法は当時の聴覚口話法に比して高い成果を上げたとされ、アメリカ合衆国や日本においてもこの考え方を取り入れる動きが強まった。

## 議論
以下に、バイリンガルろう教育の基本的な考え方を示す。
手話は重度聴覚障害児にとって最も自然な言語であり、聴者の乳幼児が両親や周りが話している音声言語を聞いて覚えるように、重度聴覚障害児の乳幼児も周りが日本手話を使用していれば同じように手話言語を覚える。そうして話し言葉としての手話を身に付けた重度聴覚障害児に書き言葉として書記言語を教える。このとき、手話を使用して、手話で表される手話を書記言語の単語と意味をつなげて理解させる。例えば、重度聴覚障害児に「イチゴ」という手話・「概念」を習得させた後に「イチゴ」という概念を書記日本語である「苺」という「文字」と同一しているのだ、という認識を持たせることが出来る。重度聴覚障害児は視覚的に情報を得て、イチゴと言う物体がどういったものであるか、果物で甘くて、赤いもの、という概念を手話を通じて・自分の目を通じてそういった情報を得るだろう。それを踏まえた上で書記日本語である「苺」という文字の概念を知ることが出来る、ということになる。

### バイリンガルろう教育だけで事足りるのかという議論
バイリンガルろう教育は日本への紹介当時、ろう教育が抱えていた数々の困難を根本的に解決しうる夢の教育法という語られ方がなされたが、一方でバイリンガルろう教育万能論への批判もある

### 日本の公立ろう学校におけるバイリンガルろう教育受容の問題
日本の公立ろう学校は1990年代以降、手話を取り入れているところも増えているが、その大半は日本語対応手話や同時法であり、日本手話は極めて少ない。これについて金澤貴之は、日本の公立ろう学校の教員集団が聴者で構成されているために、そこで交わされる言説の方向性が限定され、結果として日本手話による教育の全面的な受容に進まないことを指摘している。
一方、日本の公立ろう学校の教員集団に日本手話を教育実践に使えるレベルで獲得させる為には、大量の人員増を含む予算・制度上の措置が不可欠であるとの指摘もある。なお、北海道では平成19年度より聾学校において日本手話も含めた授業における実践的・効果的な指導方法の研究などを進めており、平成21年度には日本手話で授業のできる教職員を増やすなどし、子どもたちの教育的ニーズに応じた専門性の高い教育の推進を目指している。

## 日本におけるバイリンガルろう教育の現状
日本においてバイリンガルろう教育を主に推進しているのは、ろう者が中心となって設立された幾つかのフリースクールである。特に有名なものに「龍の子学園」などがある。「龍の子学園」は構造改革特区制度を利用した学校法人「明晴学園」を設立し、2008年4月に私立のろう学校を開設した。
また、公立のろう学校でも平塚ろう学校などで手話バイリンガルろう教育が実践されるなど、部分的にではあるが広まりつつある。

### バイリンガル・バイカルチュラルろう教育
龍の子学園や明晴学園は「バイリンガル・バイカルチュラルろう教育」を標榜している。これは手話と書記言語という二つの言語に加え、聴者の文化とろう文化という二つの文化を修得させるという意味である。この考え方は「重度聴覚障害児は手話を通じてろう文化を習得するが、それだけでは聴者が圧倒的に占めるこの世界ではうまく生きていけないことので、2次的な文化として、聴文化を習得させることによって、重度聴覚障害児はろう社会でも聴社会でも円滑なコミュニケーションを取ることができるようになる」というものである。
このような考え方は、少数民族の概念を流用して権利獲得運動を展開したアメリカ合衆国で主に発達したものであるが、アメリカのろう運動の強い影響を受けたグループによって日本国内にも持ち込まれ、一定の支持者を獲得している。なお、スウェーデンなど北欧のバイリンガルろう教育をバイリンガル・バイカルチュラルろう教育とする文献も一部に見られるが、西垣正展はスウェーデンのろう教育者へのインタビューをもとに、スウェーデンのろう教育はバイリンガル・バイカルチュラルではなくバイリンガル・モノカルチュラルであると指摘している。

### 高橋潔の適性教育
大正13年から昭和27年まで大阪市立聾唖学校の校長であった高橋潔（聴者）は、昭和初年頃から日本に導入された口話法教育に対し、その一定の有効性を認めて自校に取り入れつつも、手話法を必要とする聴覚障害児も多いことを断固主張し、それぞれの適性に応じて口話法、手話法を適用する「適性教育（ORAシステム）」を開発、実践した。
こうした高橋の教育については、バイリンガルろう教育の先駆的事例として評価する見方がある一方、高橋のろう者観・ろう教育観は当時の「慈善行為としての障害児者教育」の範疇を出るものではなかったことに注目し、ろう者やろう文化を聴者・聴者文化に劣るものではないと位置づける現代のバイリンガルろう教育とは異質なものであると指摘する意見もある。

### 公立ろう学校における手話使用の歴史と議論
1933年の鳩山訓示以降、1993年「聴覚障害児のコミュニケーション手段に関する調査研究協力者会議報告」で手話を多様なコミュニケーション手段の一つと位置づけるまで。上記の高橋が校長を務めた大阪市立聾学校や佐藤在寛が院長を務めた函館盲唖院を除くと、日本のろう学校では手話を教育言語としては殆ど使用しなかった。手を動かすと体罰を受けたというろう者も多い。しかしろう児はろう学校の寮などで手話を使い続けてきた。このためろう学校はろう者の言語・文化継承の中心であったとされる。
我妻敏博の研究によると、日本の公立ろう学校の8割前後が何らかの形で手話を導入しているとされている。また都立石神井ろう学校（現在は中央ろう学校に統合）教諭・亜細亜大学非常勤講師の橋本一郎は（手話通訳士資格保持者）、2003年に行われたインタビューにおいて「自由な雰囲気が石神井ろう学校の伝統です。手話も大事にされているんですよ」と語っている。しかし日本における手話は「日本手話」のみであるとの立場を採っている論者は、日本語対応手話が主である日本の公立ろう学校では「手話は使用されていない」としている。しかし全日本ろうあ連盟はこうした立場を明確に批判しており、手話を日本手話と日本語対応手話に分けて両者を対立する概念とする立場は受け入れられないとしている。

## スウェーデンにおけるバイリンガルろう教育の変質
鳥越隆士の報告によると、21世紀に入ってスウェーデンのバイリンガルろう教育は大きな変革の時期を迎えているとされる。その理由の一つ目は、1998年に実施された全国的な絶対評価の学力テストにおいて、ろう学校で学んだ子供たちの成績が予想以上に悪かったことが明らかになったことである。具体的には、高等学校への進学が許可される学力を獲得していた生徒が、全学校平均の90%に対し、ろう学校の卒業生に限ると40%程度だったのである。これにより、現在のスウェーデンのバイリンガルろう教育もまた、完璧なろう教育のシステムとは言いづらいことが判明した。
また、近年スウェーデンでは重度聴覚障害児の人工内耳装用率が激増し、新生児においては9割が人工内耳装用手術を受けているとされる。この為、聴覚活用が可能な聴覚障害児の数が増えるとともに、聴覚障害児のろう学校への進学率が下がっているという。また既存のろう学校に対しても聴覚活用に力を入れて欲しいという要求が強くなっており、聴覚口話法と手話法の両方の選択肢を用意しているろう学校も存在している。
手話に関しても、1983年のバイリンガルろう教育導入以降は20年間、同時法（音声言語対応手話と音声言語の発声を同時に行う方法）のろう学校における使用は公的には禁止されていたが、人工内耳装用の一般化に伴う聴覚活用ニーズの高まりとともに解禁された。

## 主な研究者
日本においては、大学や公的研究機関に所属する研究者がバイリンガルろう教育の必要性を指摘する著書を発表する事例が多い。但し、それらの研究者の多くは特殊教育ではなく、言語学や脳科学などろう教育の教育実践には直接関わらない分野を専門としている。バイリンガルろう教育の必要性を指摘する主な研究者は以下の通り。
- 佐々木倫子（桜美林大学・専門は日本語教育論で、1999年に「ろう文化宣言」著者の市田泰弘と知り合ってろう教育に興味を持つ[21]。学位は修士。[22]。）
- 酒井邦嘉（東京大学・専門は脳科学。学位は理学博士。[23]）
- 金澤貴之（群馬大学・専門は特別支援教育。学位は修士（教育学）及び博士（心身障害学）。）
- 鳥越隆士(兵庫教育大学大学院・専門はろう教育。学位は心理学博士。）
- 河崎佳子(京都女子大学・専門は臨床心理学。学位は教育学博士。[24]。）
- 斉藤くるみ（日本社会事業大学・専門は英語学、言語学。学位は教育学修士及び教育学博士。[25]